# Bayerisches Verwaltungsgericht München

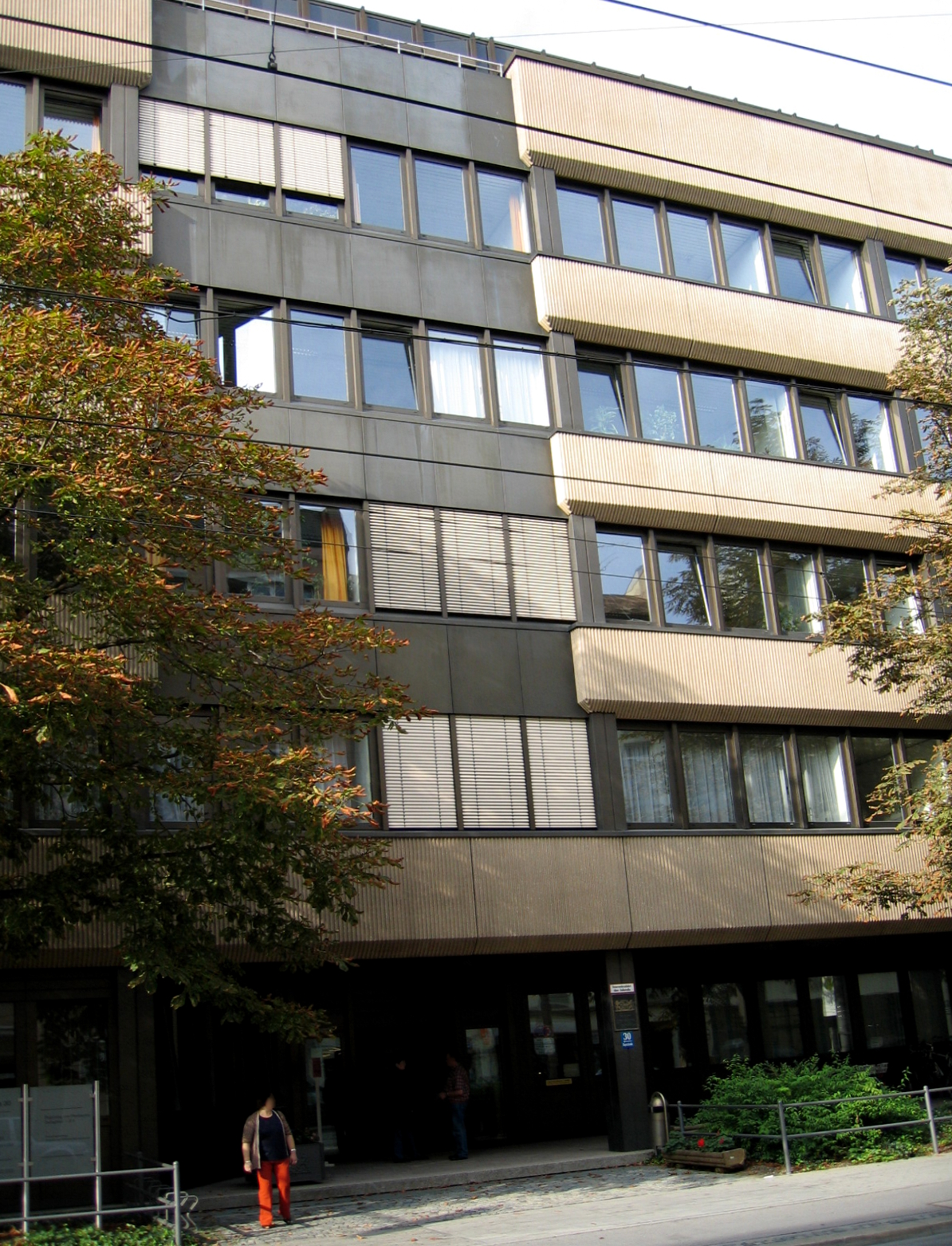
Gerichtsgebäude (Bayerstr. 30)

Das Bayerische Verwaltungsgericht München wurde 1946 gegründet und ist das größte Verwaltungsgericht in Bayern. In 32 Kammern sind 92 Richter tätig.

## Sitz und Zuständigkeit
Das VG München hat seinen Sitz in München. Der Regierungsbezirk Oberbayern bildet den örtlichen Zuständigkeitsbereich des Gerichts. Zusätzlich ist das VG München zuständig für Personalvertretungsangelegenheiten in den Regierungsbezirken Oberbayern, Niederbayern und Schwaben sowie für Disziplinarrecht in den Regierungsbezirken Oberbayern und Schwaben.

## Gerichtsgebäude
Das VG München befindet sich in der Ludwigsvorstadt: Bayerstraße 30, 80335 München. 
Im Gebäude befindet sich eine Außenstelle der Regierung von Oberbayern (Sachgebiet Z 3: Prozessvertretung, Vertreter des öffentlichen Interesses)

## Übergeordnete Gerichte
Das dem Verwaltungsgericht München übergeordnete Gericht ist der Bayerische Verwaltungsgerichtshof. Diesem übergeordnet ist das Bundesverwaltungsgericht.

## Präsident
Dem Gericht steht der Präsident des Verwaltungsgerichts Wolfgang Peitek vor.